# 宋珩
宋珩（？年—？年），山東省萊州府膠州（今屬青島市膠州市）人。清朝政治人物。

## 生平
雍正十年（1732年）壬子科山東鄉試舉人。乾隆二年（1737年）丁巳恩科會試中式，殿試位列第三甲第一百名同進士出身。歸班銓選。十九年（1754年），任官山東東昌府教授。
子宋昱，官至貴州貴東道。